# 水源里 (臺北市)
水源里為台北市中正區的一個里，為該區重要交通樞紐，里內最大特色是臺大公館商圈所在地，另外，亦有著名自來水園區。